# 短萼紫锤草
短萼紫锤草（学名：Pratia brevisepala）为桔梗科铜锤玉带属下的一个种。

## 扩展阅读
- 維基物種上的相關：短萼紫锤草